# Бабич Василь Степанович
Васи́ль Степа́нович Ба́бич (нар. 1 лютого 1932, с. Тарасовичі Вищедубечанського району Київської області, яке в 1960-х затоплене водами Київського водосховища після побудови Київської ГЕС. Помер 28 серпня 2016 в Києві) — український бібліотекознавець, бібліограф, педагог, історик, кандидат історичних наук (1979), професор (1985), Заслужений працівник культури УРСР (1982). Чоловік Бабич Євдокії Кононівни, батько Добко Тетяни Василівни.

## Життєпис
Народився в селянській родині. Закінчив середню школу в селі Чернин.
У 1951—1956 навчався в Київському державному університеті імені Т. Г. Шевченка на романо-германському відділенні філологічного факультету, здобув фах філолога, викладача німецької мови. У 1967 — заочно закінчив Харківський державний інститут культури.
З серпня 1956 по серпень 1958 працював учителем німецької мови в середній школі м. Златополя Черкаської області.
У 1958 переїхав до Києва і почав працювати в Державній республіканській бібліотеці УРСР імені КПРС (нині — Національна парламентська бібліотека України): бібліографом, старшим бібліографом, зав. сектору міжнародного книгообміну (1959—1965), зав. відділу іноземної літератури (1965—1969), з 1969 — заступником директора з бібліотечної роботи. З 1970 по 1983 — працював директором цієї бібліотеки.
У 1979 в Інституті історії України захистив дисертацію на здобуття наукового ступеня кандидата історичних наук.
У 1983 році за конкурсом перейшов до Київського державного інституту культури (нині — Київський національний університет культури і мистецтв), де був обраний на посаду завідувача кафедри галузевого бібліографознавства.
У 1983—1997 роках працював завідувачем кафедри бібліографознавства та інформаційних ресурсів, у 1985—1996 роках одночасно був деканом факультету бібліотечно-інформаційних систем, у 1997—2000 роках працював професором. Працюючи в КНУКіМ, створив свою наукову школу «Інформаційно-бібліографічні ресурси суспільних наук в Україні».
Рішенням ВАК від 23 серпня 1985 йому присвоєно вчене звання доцента, а 1991 року — звання професора.

## Досягнення
У Державній республіканській бібліотеці УРСР імені КПРС вів картотеку «Україніка», яка лягла в основу підготовки бібліографічного покажчика «Твори письменників Радянської України у зарубіжних виданнях, 1945—1966» (Харків, 1968). Друге видання покажчика «Твори письменників Радянської України у зарубіжних виданнях. 1945—1975» (Харків, 1977) врахувало 1391 переклад творів українських радянських письменників 44 мовами світу й охопило період 1945—1975 рр. Пізніші матеріали з цієї теми друкувалися у журналі «Всесвіт», «Радянське літературознавство».
Його наукова робота знайшла широко висвітлена в монографіях, довідниках, статтях, бібліографічних покажчиках. Він виступав на міжнародних, всеукраїнських наукових, науково-практичних конференціях, нарадах, семінарах, симпозіумах з доповідями та повідомленнями з актуальних проблем науково-дослідної та інформаційно-бібліографічної діяльності бібліотек.
Його книга «Бібліотека і читач» (К., 1983) стала підсумком дослідницької праці з вивчення діяльності масових бібліотек України в справі виховної, просвітницької роботи серед населення.
1997 року в Києві вийшла друком його монографія «Еволюція бібліотечно-інформаційної освіти».
Його науковий і творчий доробок становлять понад 250 різноманітних друкованих праць.
Написав книгу спогадів про рідне село Тарасовичі, затоплене водами Київського моря, 1964 р. (Тарасовичі; спогади, бувальщини. — К.: Щек, 2010).

## Громадська діяльність
Обирався депутатом Печерської районної Ради народних депутатів м. Київ, протягом багатьох років був членом правління Товариства українсько-болгарської дружби.
З 1963 по 1976 був уповноваженим Міністерства культури СРСР, відповідальним за вивезення за кордон художніх і культурних цінностей з України.
У 1971—1983 роках входив до Ради з бібліотечної роботи при Міністерстві культури СРСР, був членом науково-методичної ради з бібліотечно-бібліографічної освіти Міністерства вищої і середньої спеціальної освіти СРСР.
З 1991 по 1994 був головою Республіканської навчально-методичної ради в галузі бібліотечної освіти при Міністерстві культури України; з 1973 р. по 1983 р. був заступником голови Ради з координації науково-дослідної роботи в галузі бібліотекознавства і бібліографії при Міністерстві культури УРСР.
Був головою Ради з питань реституції бібліотечних фондів Національної комісії з питань повернення в Україну культурних цінностей при Кабінеті Міністрів України, докладав чимало зусиль до виявлення та повернення в Україну її культурних надбань, зокрема книжкових фондів бібліотек, вивезених під час Другої світової війни, та тих, які з різних причин опинилися за кордоном.
Був серед фундаторів Української бібліотечної асоціації.

## Відзнаки
- орден «Знак Пошани»,
- медаль Н. К. Крупської,
- срібна медаль ВДНГ,
- медаль «За доблестный труд»,
- ювілейна медаль «В память 1500-летия Киева» (1982),
- медалі «Ветеран труда», «50 лет Победы в Великой Отечественной войне 1941—1945»,
- ювілейна медаль Народної Республіки Болгарії «100 години от рождението на Георги Димитров»,
- почесне звання «Заслужений працівник культури УРСР» (1982).